# Lactarius rufus
Lactarius rufus là một loài nấm thuộc chi Lactarius phân bố phổ biến ở Bắc Mỹ. Nó có màu đỏ gạch đậm, có thể ăn được và mọc ký sinh hoặc sống tầm gửi trên các loài thông hoặc bạch dương.
Người ta thường khuyến cáo không nên ăn Lactarius rufus.

## Phân loại
Ban đầu được mô tả ban đầu bởi Giovanni Antonio Scopoli, và sau đó là cha đẻ ngành nấm học hiện đại người Thụy Điển Elias Magnus Fries. Danh pháp cụ thể rufus là chỉ màu sắc của loài này.

## Phân bố và sinh cảnh
Lactarius rufus xuất hiện từ cuối mùa xuân đến cuối mùa thu. Nó thường xuyên ở các vùng ôn đới phía bắc ở châu Âu và Bắc Mỹ. Nó thường được tìm thấy với cây thông, nhưng cũng có thể xuất hiện với bạch dương, hoặc vân sam. Loài này phổ biến ở miền bắc California và Tây Bắc Thái Bình Dương từ cuối mùa hè đến đầu mùa đông.